# Ben Brereton
Benjamin Anthony Brereton Díaz, detto Ben (Stoke-on-Trent, 18 aprile 1999), è un calciatore cileno con cittadinanza britannica, attaccante dello Sheffield Utd, in prestito dal Southampton, e della nazionale cilena.

## Biografia
È nato a Stoke-on-Trent da padre inglese e madre cilena.

## Caratteristiche
È un attaccante che ricopre il ruolo di centravanti, ma che può essere impiegato anche come ala su entrambe le fasce. Dotato di una buona vena realizzativa, possiede un tiro potente e preciso e discreta velocità; si dimostra anche un abile uomo assist.

## Carriera

### Club

#### Gli inizi
Cresciuto nei settori giovanili di Manchester United e Stoke City, nel 2015 viene ingaggiato dal Nottingham Forest a parametro zero; esordisce in prima squadra il 25 gennaio 2017, in occasione della partita di Football League Championship persa per 0-2 sul campo del Leeds United, mentre la settimana successiva realizza subito il suo primo gol tra i professionisti contro l'Aston Villa (2-1).

#### Blackburn Rovers
Il 28 agosto 2018 viene acquistato dal Blackburn Rovers con la formula del prestito e viene riscattato il 4 gennaio 2019 per circa dieci milioni di euro. L'11 maggio 2023 annuncia l'addio al club inglese dopo 175 presenze e 45 gol.

#### Villarreal e prestito allo Sheffield Utd
Il 4 luglio 2023 approda in Spagna da svincolato, al Villarreal, firmando un contratto quadriennale.
Non trovando molto spazio, il 5 gennaio 2024 viene ceduto in prestito fino al termine della stagione allo Sheffield Utd, tornando così in Inghilterra. Con le Blades realizza 6 reti in 16 presenze tra campionato e coppa, ma non riesce a evitare la retrocessione del club.

#### Southampton e nuovo prestito allo Sheffield Utd
Il 30 luglio 2024 viene ceduto a titolo definitivo al Southampton.
Tuttavia con i Saints ha avuto un rendimento negativo e per questo, il 20 gennaio 2025, fa ritorno allo Sheffield Utd con la formula del prestito.

### Nazionale
Dopo avere giocato per l'under-18 e per l'under-20 dell'Inghilterra, il 24 maggio 2021 riceve la sua prima convocazione da parte del Cile. La sua convocazione è stata possibile grazie al videogioco calcistico Football Manager, in quanto uno sviluppatore ha scoperto le sue origini mettendogli la doppia nazionalità (inglese e cilena) nel gioco prima che scegliesse di rappresentare definitivamente la selezione cilena. Fa il suo debutto nella nazionale sudamericana durante la Copa América, entrando a partita in corso il 15 giugno 2021 durante il match d'esordio contro l'Argentina (1-1).. Tre giorni più tardi, parte da titolare e segna il suo primo gol in nazionale contro la Bolivia.

## Statistiche

### Presenze e reti nei club
Statistiche aggiornate al 29 giugno 2024.
| Stagione                 | Squadra                  | Campionato               | Campionato | Campionato | Coppe nazionali | Coppe nazionali | Coppe nazionali | Coppe continentali | Coppe continentali | Coppe continentali | Altre coppe | Altre coppe | Altre coppe | Totale | Totale |
| Stagione                 | Squadra                  | Comp                     | Pres       | Reti       | Comp            | Pres            | Reti            | Comp               | Pres               | Reti               | Comp        | Pres        | Reti        | Pres   | Reti   |
| ------------------------ | ------------------------ | ------------------------ | ---------- | ---------- | --------------- | --------------- | --------------- | ------------------ | ------------------ | ------------------ | ----------- | ----------- | ----------- | ------ | ------ |
| gen.-giu. 2017           | Nottingham Forest        | FLC                      | 18         | 3          | FACup+CdL       | 0+0             | 0+0             | -                  | -                  | -                  | -           | -           | -           | 18     | 3      |
| 2017-2018                | Nottingham Forest        | FLC                      | 35         | 5          | FACup+CdL       | 2+2             | 1+0             | -                  | -                  | -                  | -           | -           | -           | 39     | 6      |
| Totale Nottingham Forest | Totale Nottingham Forest | Totale Nottingham Forest | 53         | 8          |                 | 4               | 1               |                    | -                  | -                  |             | -           | -           | 57     | 9      |
| 2018-2019                | Blackburn Rovers         | FLC                      | 25         | 1          | FACup+CdL       | 2+1             | 0+0             | -                  | -                  | -                  | -           | -           | -           | 28     | 1      |
| 2019-2020                | Blackburn Rovers         | FLC                      | 15         | 1          | FACup+CdL       | 1+1             | 0+0             | -                  | -                  | -                  | -           | -           | -           | 17     | 1      |
| 2020-2021                | Blackburn Rovers         | FLC                      | 40         | 7          | FACup+CdL       | 1+2             | 0+0             | -                  | -                  | -                  | -           | -           | -           | 43     | 7      |
| 2021-2022                | Blackburn Rovers         | FLC                      | 37         | 22         | FACup+CdL       | 1+1             | 0+0             | -                  | -                  | -                  | -           | -           | -           | 39     | 22     |
| 2022-2023                | Blackburn Rovers         | FLC                      | 43         | 14         | FACup+CdL       | 4+3             | 1+1             | -                  | -                  | -                  | -           | -           | -           | 50     | 16     |
| Totale Blackburn         | Totale Blackburn         | Totale Blackburn         | 160        | 45         |                 | 17              | 2               |                    | -                  | -                  |             | -           | -           | 177    | 47     |
| 2023-gen. 2024           | Villarreal               | PD                       | 14         | 0          | CR              | 1               | 0               | UEL                | 5                  | 0                  | -           | -           | -           | 20     | 0      |
| gen.-giu. 2024           | Sheffield Utd            | PL                       | 14         | 6          | FACup+CdL       | 2               | 0               | -                  | -                  | -                  | -           | -           | -           | 16     | 6      |
| Totale carriera          | Totale carriera          | Totale carriera          | 241        | 59         |                 | 24              | 3               |                    | 5                  | 0                  |             | -           | -           | 270    | 62     |

### Cronologia presenze e reti in nazionale
| Cronologia completa delle presenze e delle reti in nazionale ― Cile | Cronologia completa delle presenze e delle reti in nazionale ― Cile | Cronologia completa delle presenze e delle reti in nazionale ― Cile | Cronologia completa delle presenze e delle reti in nazionale ― Cile | Cronologia completa delle presenze e delle reti in nazionale ― Cile | Cronologia completa delle presenze e delle reti in nazionale ― Cile | Cronologia completa delle presenze e delle reti in nazionale ― Cile | Cronologia completa delle presenze e delle reti in nazionale ― Cile |
| Data                                                                | Città                                                               | In casa                                                             | Risultato                                                           | Ospiti                                                              | Competizione                                                        | Reti                                                                | Note                                                                |
| ------------------------------------------------------------------- | ------------------------------------------------------------------- | ------------------------------------------------------------------- | ------------------------------------------------------------------- | ------------------------------------------------------------------- | ------------------------------------------------------------------- | ------------------------------------------------------------------- | ------------------------------------------------------------------- |
| 14-6-2021                                                           | Rio de Janeiro                                                      | Argentina                                                           | 1 – 1                                                               | Cile                                                                | Coppa America 2021 - 1º turno                                       | -                                                                   | 77’                                                                 |
| 18-6-2021                                                           | Cuiabá                                                              | Cile                                                                | 1 – 0                                                               | Bolivia                                                             | Coppa America 2021 - 1º turno                                       | 1                                                                   |                                                                     |
| 21-6-2021                                                           | Cuiabá                                                              | Uruguay                                                             | 1 – 1                                                               | Cile                                                                | Coppa America 2021 - 1º turno                                       | -                                                                   | 69’                                                                 |
| 24-6-2021                                                           | Brasilia                                                            | Cile                                                                | 0 – 2                                                               | Paraguay                                                            | Coppa America 2021 - 1º turno                                       | -                                                                   | 45’                                                                 |
| 2-7-2021                                                            | Rio de Janeiro                                                      | Brasile                                                             | 1 – 0                                                               | Cile                                                                | Coppa America 2021 - Quarti di finale                               | -                                                                   | 46’                                                                 |
| 7-10-2021                                                           | Lima                                                                | Perù                                                                | 2 – 0                                                               | Cile                                                                | Qual. Mondiali 2022                                                 | -                                                                   | 77’                                                                 |
| 10-10-2021                                                          | Santiago del Cile                                                   | Cile                                                                | 2 – 0                                                               | Paraguay                                                            | Qual. Mondiali 2022                                                 | 1                                                                   |                                                                     |
| 14-10-2021                                                          | Santiago del Cile                                                   | Cile                                                                | 3 – 0                                                               | Venezuela                                                           | Qual. Mondiali 2022                                                 | 1                                                                   |                                                                     |
| 11-11-2021                                                          | Asunción                                                            | Paraguay                                                            | 0 – 1                                                               | Cile                                                                | Qual. Mondiali 2022                                                 | -                                                                   | 43’                                                                 |
| 27-1-2022                                                           | Calama                                                              | Cile                                                                | 1 – 2                                                               | Argentina                                                           | Qual. Mondiali 2022                                                 | 1                                                                   |                                                                     |
| 1-2-2022                                                            | La Paz                                                              | Bolivia                                                             | 2 – 3                                                               | Cile                                                                | Qual. Mondiali 2022                                                 | -                                                                   | 74’                                                                 |
| 29-3-2022                                                           | Santiago del Cile                                                   | Cile                                                                | 0 – 2                                                               | Uruguay                                                             | Qual. Mondiali 2022                                                 | -                                                                   |                                                                     |
| 6-6-2022                                                            | Daejeon                                                             | Corea del Sud                                                       | 2 – 0                                                               | Cile                                                                | Amichevole                                                          | -                                                                   | 84’                                                                 |
| 10-6-2022                                                           | Kobe                                                                | Cile                                                                | 0 – 2                                                               | Tunisia                                                             | Kirin Cup                                                           | -                                                                   | 59’                                                                 |
| 14-6-2022                                                           | Suita                                                               | Cile                                                                | 0 – 0 (1– 3 dtr)                                                    | Ghana                                                               | Kirin Cup                                                           | -                                                                   |                                                                     |
| 23-9-2022                                                           | Cornellà de Llobregat                                               | Marocco                                                             | 2 – 0                                                               | Cile                                                                | Amichevole                                                          | -                                                                   | 83’                                                                 |
| 27-9-2022                                                           | Vienna                                                              | Qatar                                                               | 2 – 2                                                               | Cile                                                                | Amichevole                                                          | -                                                                   | 69’                                                                 |
| 27-3-2023                                                           | Santiago del Cile                                                   | Cile                                                                | 3 – 2                                                               | Paraguay                                                            | Amichevole                                                          | -                                                                   | 51’                                                                 |
| 11-6-2023                                                           | Concepción                                                          | Cile                                                                | 3 – 0                                                               | Cuba                                                                | Amichevole                                                          | -                                                                   | 72’                                                                 |
| 16-6-2023                                                           | Viña del Mar                                                        | Cile                                                                | 5 – 0                                                               | Rep. Dominicana                                                     | Amichevole                                                          | 3                                                                   | 46’                                                                 |
| 20-6-2023                                                           | Santa Cruz de la Sierra                                             | Bolivia                                                             | 0 – 0                                                               | Cile                                                                | Amichevole                                                          | -                                                                   | 64’                                                                 |
| 8-9-2023                                                            | Montevideo                                                          | Uruguay                                                             | 3 – 1                                                               | Cile                                                                | Qual. Mondiali 2026                                                 | -                                                                   |                                                                     |
| 12-9-2023                                                           | Santiago del Cile                                                   | Cile                                                                | 0 – 0                                                               | Colombia                                                            | Qual. Mondiali 2026                                                 | -                                                                   | 76’                                                                 |
| 12-10-2023                                                          | Santiago del Cile                                                   | Cile                                                                | 2 – 0                                                               | Perù                                                                | Qual. Mondiali 2026                                                 | -                                                                   | 49’ 80’                                                             |
| 17-10-2023                                                          | Maturín                                                             | Venezuela                                                           | 3 – 0                                                               | Cile                                                                | Qual. Mondiali 2026                                                 | -                                                                   | 68’                                                                 |
| 16-11-2023                                                          | Santiago del Cile                                                   | Cile                                                                | 0 – 0                                                               | Paraguay                                                            | Qual. Mondiali 2026                                                 | -                                                                   | 61’                                                                 |
| 21-11-2023                                                          | Quito                                                               | Ecuador                                                             | 1 – 0                                                               | Cile                                                                | Qual. Mondiali 2026                                                 | -                                                                   | 55’                                                                 |
| 22-3-2024                                                           | Parma                                                               | Albania                                                             | 0 – 3                                                               | Cile                                                                | Amichevole                                                          | -                                                                   | 72’                                                                 |
| 26-3-2024                                                           | Marsiglia                                                           | Francia                                                             | 3 – 2                                                               | Cile                                                                | Amichevole                                                          | -                                                                   | 68’                                                                 |
| 11-6-2024                                                           | Santiago del Cile                                                   | Cile                                                                | 3 – 0                                                               | Paraguay                                                            | Amichevole                                                          | -                                                                   | 72’                                                                 |
| 21-6-2024                                                           | Arlington                                                           | Perù                                                                | 0 – 0                                                               | Cile                                                                | Coppa America 2024 - 1º turno                                       | -                                                                   | 65’                                                                 |
| 25-6-2024                                                           | East Rutherford                                                     | Cile                                                                | 0 – 1                                                               | Argentina                                                           | Coppa America 2024 - 1º turno                                       | -                                                                   | 87’                                                                 |
| 29-6-2024                                                           | Orlando                                                             | Canada                                                              | 0 – 0                                                               | Cile                                                                | Coppa America 2024 - 1º turno                                       | -                                                                   | 77’                                                                 |
| 5-9-2024                                                            | Buenos Aires                                                        | Argentina                                                           | 3 – 0                                                               | Cile                                                                | Qual. Mondiali 2026                                                 | -                                                                   | 79’                                                                 |
| 10-9-2024                                                           | Santiago del Cile                                                   | Cile                                                                | 1 – 2                                                               | Bolivia                                                             | Qual. Mondiali 2026                                                 | -                                                                   | 35’                                                                 |
| Totale                                                              |                                                                     | Presenze                                                            | 35                                                                  |                                                                     | Reti                                                                | 7                                                                   |                                                                     |